# 부채 함정 외교
부채 함정 외교, 빚의 덫 외교(debt-trap diplomacy), 채무 함정 외교는 채권국이나 기관이 차용국에 부채를 부분적으로 또는 전적으로 빌려준 사람의 정치적 지렛대를 늘리는 국제금융 관계를 설명하는 용어이다. 채권국은 채무국이 상환의무를 이행할 수 없게 되었을 때 경제적, 정치적 양보를 얻으려는 의도로 채무국에 과도한 신용을 제공한다. 대출조건은 공개되지 않는 경우가 많다. 빌린 돈은 일반적으로 채권국에서 조달한 계약자 및 자재 비용을 지불한다.
신조어인 이 용어는 2017년 인도 학자 브라흐마 첼레이니(Brahma Chellaney)가 중화인민공화국 정부가 지정학적 목적을 위해 대출을 해주고 소규모 국가의 부채 부담을 활용한다고 주장하기 위해 처음 만들어졌다. '부채 함정 외교'라는 용어는 미국 공식 어휘집에 등재되었으며, 두 행정부가 연속해서 이 용어를 공공외교에 사용했다. 많은 학계, 전문가, 싱크탱크는 이 가설을 거부하고 차입국이 직면한 부채 문제의 배후에 중국의 대출 관행이 있지 않으며 중국 은행은 어느 나라에서도 자산을 압류한 적이 없으며 기존 대출 조건을 재조정할 의향이 있다고 결론지었다.

## 같이 보기
- 일대일로
- 달러 외교
- 유럽 국가 부채 위기
- 외채
- 중화인민공화국의 대외 정책
- 중화인민공화국의 대외 관계
- 주출법
- 라틴아메리카의 부채 위기
- 민영화
- 국가부도